# Kriegsveteranenministerium der Vereinigten Staaten

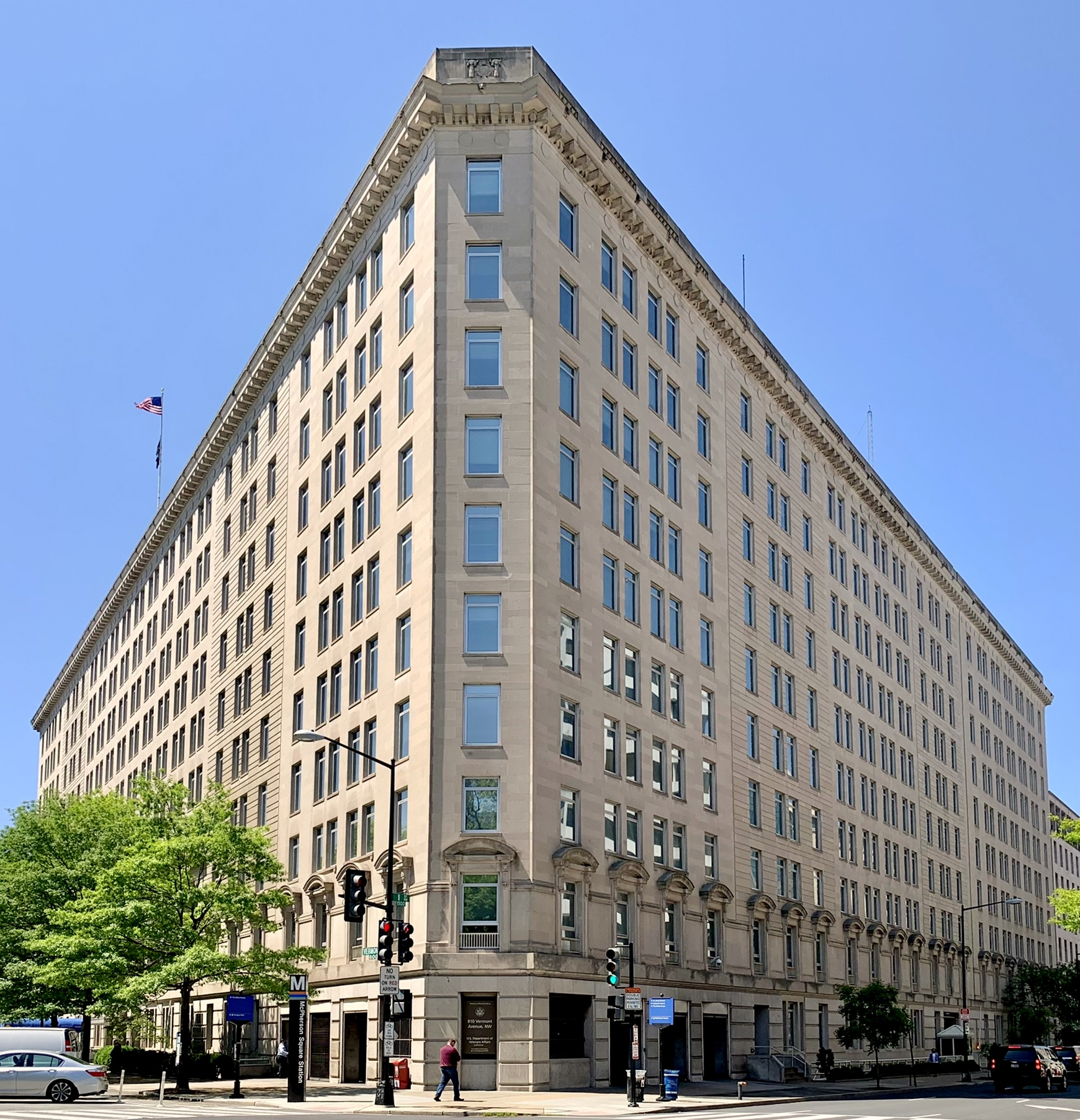
Hauptsitz des Ministeriums

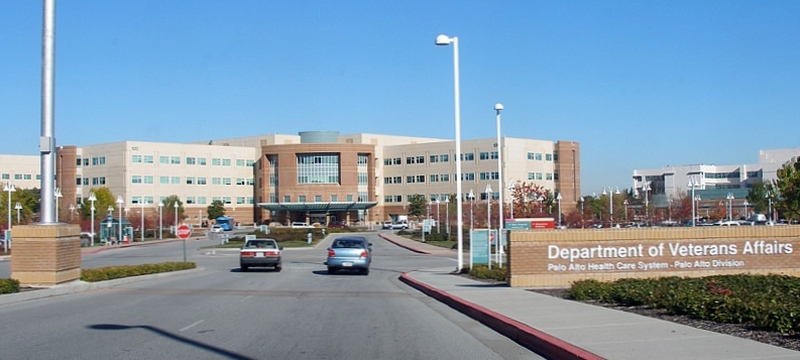
Ein Krankenhaus in Palo Alto

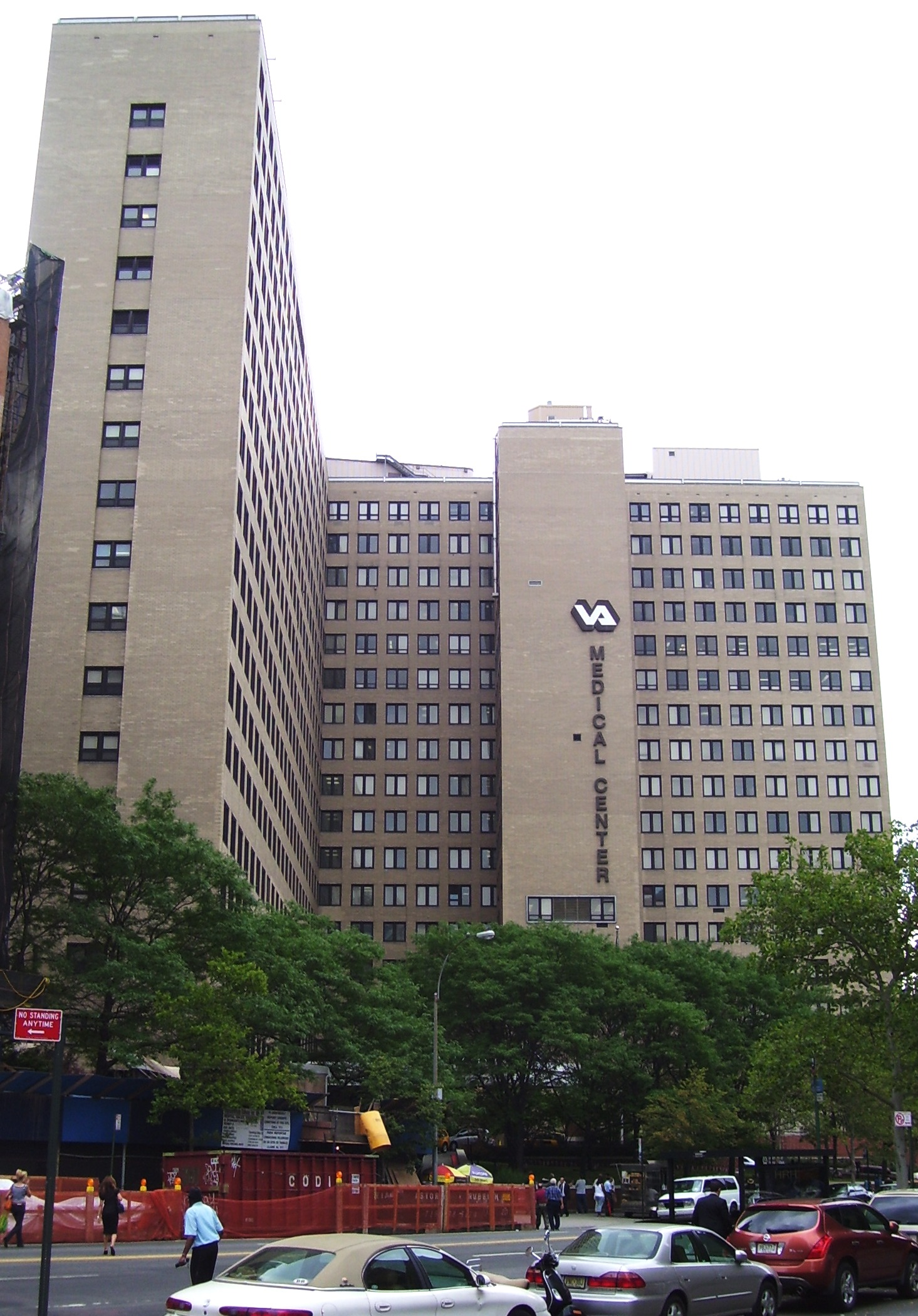
Ein VA Medical Center in Manhattan, New York City

Das Kriegsveteranenministerium (engl. United States Department of Veterans Affairs – VA) der US-Regierung ist zuständig für Leistungen an Veteranen und deren Familien und Hinterbliebene. Es wurde am 21. Juli 1930 als Bundesamt gegründet. Sitz ist Washington, D.C. (810 Vermont Ave NW). Es wird vom Minister für Veteranenangelegenheiten, dem United States Secretary of Veterans Affairs, geleitet.

## Geschichte

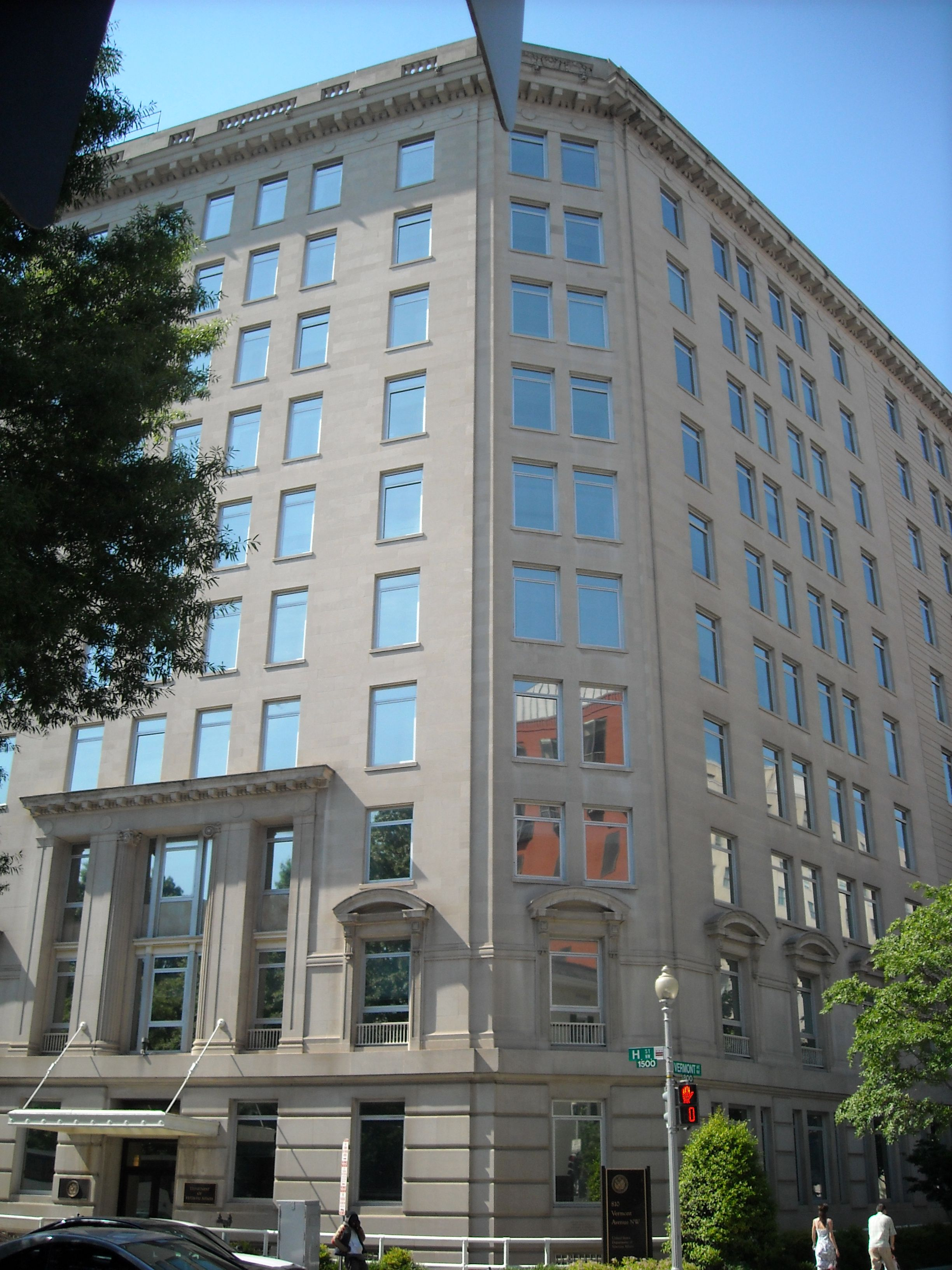
Hauptsitz des Ministeriums

Die Aufgabenstellung des Ministeriums wird aus der Antrittsrede von US-Präsident Abraham Lincoln im Jahr 1861 hergeleitet: „...to care for him who shall have borne the battle, and for his widow and his orphan...“ (Für die zu sorgen, die in der Schlacht gekämpft haben und für ihre Witwen und Waisen.)
1930, zu Beginn der Great Depression (deutsch „Große Depression“), wurde durch Zusammenlegung mehrerer Regierungsorganisationen die Veterans Administration für alle die Kriegsveteranen betreffenden Aktivitäten der US-Regierung gegründet.
1988 wurde dieses Amt unter Präsident Ronald Reagan zum Bundesministerium aufgewertet.

## Organisation
Das Veteranenministerium ist mit 278.565 Mitarbeitern (2008) nach dem Verteidigungsministerium das zweitgrößte US-Bundesministerium. Die Mitarbeiter sind in medizinischen Einrichtungen, Krankenhäusern, Behörden und auf Nationalfriedhöfen beschäftigt. Das Budget betrug 2009 rund 93,4 Milliarden US-Dollar, 2021 bereits 243,3 Milliarden. Damit liegt es deutlich hinter den finanzstarken Ministerien für Verteidigung bzw. Gesundheit, deren Budgets 6- bis 7-mal größer sind.
Im Gesundheitsbereich ist es einer der größten Arbeitgeber in den Vereinigten Staaten. Aufgrund der zahlreichen Kooperationen mit medizinischen Ausbildungsstätten hat ein Viertel aller US-amerikanischen Ärzte während ihrer Ausbildung in einer Einrichtung des Ministeriums gearbeitet.
Das Ministerium hat drei von Unterstaatssekretären geleitete Hauptabteilungen:
- Veterans Health Administration: Gesundheit
- Veterans Benefits Administration: Sozialleistungen: Ausbildung und beruflicher Wiedereinstieg, Versicherung, Entschädigung und Pension
- National Cemetery Administration: Sie betreut 123 der 139 Nationalfriedhöfe in den Vereinigten Staaten.

Das Ministerium verfügt über eine eigene Polizei, die United States Department of Veterans Affairs Police.

## Aufgaben der Gesundheitsversorgung von Veteranen
Aufgrund der jüngsten militärischen Konflikte sind die Behandlungskosten vor allem durch Pflegeheime und psychische Erkrankungen stark gestiegen.
Das Ministerium unterscheidet acht Hauptgruppen von Anspruchsberechtigten und zahlreiche Unterkategorien. Durch den Dienst verursachte Behinderungen sowie Einkommen und Vermögen werden berücksichtigt. Ab einer Behinderung von 50 % (Verlust von Extremitäten, Posttraumatische Belastungsstörung (PTSD)) werden Behandlung und Medikamente kostenlos zur Verfügung gestellt.
In den vergangenen Jahren wurden zahlreiche ambulante Einrichtungen erbaut, um die stationäre Pflege zu ersetzen.
Es wurden Patientendaten elektronisch gespeichert, Forschung im Bereich von Prothesen und PTSD betrieben und die Auswirkungen von Agent Orange untersucht.

## Liste der Behördenleiter
| Nr. | Name                 | Amtszeit  | unter Präsident                                          |
| --- | -------------------- | --------- | -------------------------------------------------------- |
| 1   | Frank T. Hines       | 1930–1945 | Herbert Hoover, Franklin D. Roosevelt                    |
| 2   | Omar N. Bradley      | 1945–1948 | Harry S. Truman                                          |
| 3   | Carl R. Gray         | 1948–1953 | Harry S. Truman                                          |
| 4   | Harvey V. Higley     | 1953–1957 | Dwight D. Eisenhower                                     |
| 5   | Sumner G. Whittier   | 1957–1964 | Dwight D. Eisenhower, John F. Kennedy, Lyndon B. Johnson |
| 6   | John S. Gleason      | 1964–1965 | Lyndon B. Johnson                                        |
| 7   | William J. Driver    | 1965–1969 | Lyndon B. Johnson                                        |
| 8   | Donald E. Johnson    | 1969–1974 | Richard Nixon                                            |
| 9   | Richard L. Roudebush | 1974–1977 | Gerald Ford                                              |
| 10  | Max Cleland          | 1977–1981 | Jimmy Carter                                             |
| 11  | Bob Nimmo            | 1981–1982 | Ronald Reagan                                            |
| 12  | Harry N. Walters     | 1982–1986 | Ronald Reagan                                            |
| 13  | Thomas K. Turnage    | 1986–1989 | Ronald Reagan                                            |
| 14  | Ed Derwinski         | 1989      | George Bush                                              |

| Nr. | Bild                 | Name                                    | Amtszeit                               | im Kabinett von Präsident |
| --- | -------------------- | --------------------------------------- | -------------------------------------- | ------------------------- |
| 1   |                      | Edward Joseph Derwinski                 | 15. März 1989 bis 26. September 1992   | George Bush               |
| -   |                      | Anthony Joseph Principi (kommissarisch) | 26. September 1992 bis 20. Januar 1993 | George Bush               |
| 2   |                      | Jesse Brown                             | 22. Januar 1993 bis 3. Juli 1997       | Bill Clinton              |
| -   |                      | Hershel Wayne Gober (kommissarisch)     | 3. Juli 1997 bis 2. Januar 1998        | Bill Clinton              |
| -   |                      | Togo Dennis West Jr. (kommissarisch)    | 2. Januar 1998 bis 5. Mai 1998         | Bill Clinton              |
| 3   | Togo Dennis West Jr. | 5. Mai 1998 bis 10. Juli 2000           |                                        | Bill Clinton              |
| -   |                      | Hershel Wayne Gober (kommissarisch)     | 10. Juli 2000 bis 20. Januar 2001      | Bill Clinton              |
| 4   |                      | Anthony Joseph Principi                 | 23. Januar 2001 bis 26. Januar 2005    | George W. Bush            |
| 5   |                      | Robert James Nicholson                  | 26. Januar 2005 bis 1. Oktober 2007    | George W. Bush            |
| -   |                      | Gordon H. Mansfield (kommissarisch)     | 1. Oktober 2007 bis 20. Dezember 2007  | George W. Bush            |
| 6   |                      | James Benjamin Peake                    | 20. Dezember 2007 bis 20. Januar 2009  | George W. Bush            |
| 7   |                      | Eric Ken Shinseki                       | 20. Januar 2009 bis 30. Mai 2014       | Barack Obama              |
| -   |                      | Sloan D. Gibson (kommissarisch)         | 30. Mai 2014 bis 30. Juli 2014         | Barack Obama              |
| 8   |                      | Robert A. McDonald                      | 30. Juli 2014 bis 20. Januar 2017      | Barack Obama              |
| 9   |                      | David Jonathon Shulkin                  | 14. Februar 2017 bis 28. März 2018     | Donald Trump              |
| -   |                      | Robert Leon Wilkie (kommissarisch)      | 28. März 2018 bis 29. Mai 2018         | Donald Trump              |
| 10  | Robert Leon Wilkie   | 30. Juli 2018 bis 20. Januar 2021       |                                        | Donald Trump              |
| -   |                      | Dat Tran (kommissarisch)                | 20. Januar 2021 bis 9. Februar 2021    | Joe Biden                 |
| 11  |                      | Denis Richard McDonough                 | 9. Februar 2021 bis 20. Januar 2025    | Joe Biden                 |
| -   |                      | Todd B. Hunter                          | 20. Januar 2025 bis 5. Februar 2025    | Donald Trump              |
| 12  |                      | Douglas Allen Collins                   | 5. Februar 2025 –                      | Donald Trump              |

## Symbole für Grabsteine
Das Ministerium führt eine Liste mit zulässigen Symbolen (emblems), die zur Kennzeichnung der Religionszugehörigkeit eines Gefallenen auf Grabsteinen angebracht werden dürfen. Dies betrifft nur Grabsteine, die von der Regierung bezahlt werden.